# Lubuagan
Lubuagan es un municipio en la provincia de Kalinga en Filipinas. Conforme al censo de 2000, tiene 9,875 habitantes.

## Barangayes
Lubuagan se divide administrativamente en 9 barangayes.
- Dangoy
- Mabilong
- Mabongtot
- Población
- Tanglag
- Lower Uma
- Upper Uma
- Antonio Canao
- Uma del Norte (Western Luna Uma)

- Datos: Q35858
- Multimedia: Lubuagan / Q35858

1. ↑  Worldpostalcodes.org, código postal n.º 3802.